# Мандрицо (Салерно)
Мандрицо је насеље у Италији у округу Салерно, региону Кампанија.
Према процени из 2011. у насељу је живело 87 становника. Насеље се налази на надморској висини од 196 м.